# Копыловка (Колпашевский район)
Копыло́вка — село в Колпашевском районе Томской области, Россия. Входит в состав Инкинского сельского поселения.

## География
Село находится в северной части Колпашевского района, на берегу реки Кеть. В нескольких километрах юго-западнее протекает Обь.

## История
Копыловка возникла как таёжный посёлок; её история связано с семьёй Копыловых, которые поселились в этих местах в 1902 году.
Основано в 1910 г. В 1926 году деревня Копыловка состояла из 23 хозяйств, основное население — русские. В составе Зайкинского сельсовета Колпашевского района Томского округа Сибирского края.
В 1912 г. здесь началась промышленная рубка леса. В 1926 году была создана пилорама, 5 лет спустя переведённая в Тогур, где на её основе создали Кетский лесозавод. В начале 1933 году открыты шпалозавод, медпункт, школа, колхоз «Вторая пятилетка». В 1939 г. открылся сельский клуб. Во время Великой Отечественной войны на фронт ушли 77 местных жителей — в 1968 году был открыт памятник местным ветеранам.

## Население
| 1920 | 1926 | 2002 | 2010 | 2012 | 2013 | 2014 |
| ---- | ---- | ---- | ---- | ---- | ---- | ---- |
| 47   | ↗100 | ↗641 | ↘495 | ↘475 | ↘470 | ↘457 |
| 2015 | 2021 |      |      |      |      |      |
| ↘424 | ↘215 |      |      |      |      |      |

## Социальная сфера и экономика
В посёлке работают общеобразовательная школа, фельдшерско-акушерский пункт, культурно-досуговый центр и библиотека.
Основу местной экономической жизни составляют сельское и лесное хозяйство и розничная торговля.